# Finales WNBA

Logo des Finales WNBA.

Les Finales WNBA sont les finales de la Women's National Basketball Association (WNBA) et la conclusion des Playoffs WNBA, ayant lieu début septembre et jouées au meilleur des cinq matchs. La série se dispute entre le vainqueur de la finale de la Conférence Est et le vainqueur de la finale de la Conférence Ouest.

## Historique

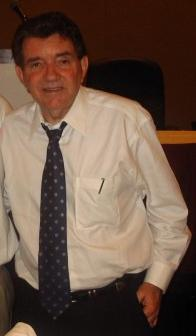
Van Chancellor quatre fois titré avec les Comets.

Après 1999, les finales opposent les champions des conférences Est et Ouest. En 1997 la finale et en 1998 les play-offs opposent les équipes selon leur classement général : c'est ainsi que la finale 1997 opposent deux équipes de la Conférence Est puis que les finales 1998 opposent deux équipes de la Conférence Ouest (sachant que les Comets de Houston ont été versées dès 1998 dans celle de l'Ouest).
Les finales WNBA se disputent lors de la saison inaugurale de 1997 sur un seul match. En 1998, après l'arrivée de deux nouvelles équipes dans la ligue, les Finales se disputent au meilleur des trois matchs. Depuis 2005, les Finales WNBA se jouent au meilleur des cinq matchs.
Le nom de Finales WNBA (par analogie avec les Finales NBA) est adopté officiellement en 2001, après l'appellation Championnat WNBA utilisée de 1997 à 2001.
Depuis la saison WNBA 2016, les play-offs WNBA opposent les équipes selon leur bilan, ce qui permet de voir s'affronter en Finales deux équipes de la même conférence.
| Saison | Vainqueur             | Résultat | Finaliste           | MVP des Finales    |
| ------ | --------------------- | -------- | ------------------- | ------------------ |
| 1997   | Comets de Houston     | 65-51    | Liberty de New York | Cynthia Cooper     |
| 1998   | Comets de Houston (2) | 2–1      | Mercury de Phoenix  | Cynthia Cooper (2) |

| Saison | Champion Conf. Ouest        | Résultat | Champion Conf. Est    | MVP des Finales     |
| ------ | --------------------------- | -------- | --------------------- | ------------------- |
| 1999   | Comets de Houston (3)       | 2–1      | Liberty de New York   | Cynthia Cooper (3)  |
| 2000   | Comets de Houston (4)       | 2–0      | Liberty de New York   | Cynthia Cooper (4)  |
| 2001   | Sparks de Los Angeles       | 2–0      | Sting de Charlotte    | Lisa Leslie         |
| 2002   | Sparks de Los Angeles (2)   | 2–0      | Liberty de New York   | Lisa Leslie (2)     |
| 2003   | Sparks de Los Angeles       | 1–2      | Shock de Détroit      | Ruth Riley          |
| 2004   | Storm de Seattle            | 2–1      | Sun du Connecticut    | Betty Lennox        |
| 2005   | Monarchs de Sacramento      | 3–1      | Sun du Connecticut    | Yolanda Griffith    |
| 2006   | Monarchs de Sacramento      | 2–3      | Shock de Détroit (2)  | Deanna Nolan        |
| 2007   | Mercury de Phoenix          | 3–2      | Shock de Détroit      | Cappie Pondexter    |
| 2008   | Silver Stars de San Antonio | 0–3      | Shock de Détroit (3)  | Katie Smith         |
| 2009   | Mercury de Phoenix (2)      | 3–2      | Fever de l'Indiana    | Diana Taurasi       |
| 2010   | Storm de Seattle (2)        | 3–0      | Dream d'Atlanta       | Lauren Jackson      |
| 2011   | Lynx du Minnesota           | 3–0      | Dream d'Atlanta       | Seimone Augustus    |
| 2012   | Lynx du Minnesota           | 1–3      | Fever de l'Indiana    | Tamika Catchings    |
| 2013   | Lynx du Minnesota (2)       | 3–0      | Dream d'Atlanta       | Maya Moore          |
| 2014   | Mercury de Phoenix (3)      | 3-0      | Sky de Chicago        | Diana Taurasi (2)   |
| 2015   | Lynx du Minnesota (3)       | 3-2      | Fever de l'Indiana    | Sylvia Fowles       |
| Saison | Vainqueur                   | Résultat | Finaliste             | MVP des Finales     |
| 2016   | Sparks de Los Angeles (3)   | 3-2      | Lynx du Minnesota     | Candace Parker      |
| 2017   | Lynx du Minnesota (4)       | 3-2      | Sparks de Los Angeles | Sylvia Fowles (2)   |
| 2018   | Storm de Seattle (3)        | 3-0      | Mystics de Washington | Breanna Stewart     |
| 2019   | Mystics de Washington       | 3-2      | Sun du Connecticut    | Emma Meesseman      |
| 2020   | Storm de Seattle (4)        | 3-0      | Aces de Las Vegas     | Breanna Stewart (2) |
| 2021   | Sky de Chicago              | 3-1      | Mercury de Phoenix    | Kahleah Copper      |
| 2022   | Aces de Las Vegas           | 3-1      | Sun du Connecticut    | Chelsea Gray        |
| 2023   | Aces de Las Vegas (2)       | 3-1      | Liberty de New York   | A'ja Wilson         |
| 2024   | Liberty de New York         | 3-2      | Lynx du Minnesota     | Jonquel Jones       |

| Champion WNBA |

## Faits marquants
Championnes à quatre reprises, les Comets de Houston, disparues en 2008, restent la franchise la plus titrée, jusqu'à cette performance soit égalisée en 2017 par le Lynx du Minnesota.
Lors des Finales de la saison 1999, Teresa Weatherspoon réussit un des tirs les plus légendaires de l'histoire de la WNBA pour sauver son équipe de l'élimination (la série étaient alors en 3 manches) et égaliser en réussissant de son demi-terrain un tir de très longue distance face aux Comets de Houston, connu comme « The Shot ».
En 2001, le Sting de Charlotte classé 4e devient l'équipe la moins bien classée à participer aux Finales WNBA, fait imité par le Sky de Chicago en 2014.
Le Liberty de New York est une des équipes qui a le plus participé aux Finales WNBA (4), mais sans les remporter une seule fois.
Les Finales 2003 ont pour particularité d'opposer deux entraîneurs qui se sont affrontés en tant que joueurs lors des Finales NBA. Le coach des Sparks de Los Angeles Michael Cooper, battu lors des Finales 1988 et 1989 par les Pistons de Détroit du coach du Shock de Détroit Bill Laimbeer, est de nouveau défait par son ancien adversaire.
Pour la première fois en 2006, l'équipe avec le meilleur bilan lors de la saison régulière ne remporte pas le titre de champion WNBA et n'atteint même pas les Finales. En effet, le Sun du Connecticut qui possédait le meilleur bilan de la ligue est éliminé par le Shock de Détroit lors des finales de la Conférence Est. Cette saison-là, les deux équipes ayant terminé en tête de leur Conférence respective ne participent pas aux Finales WNBA. Les deux finalistes, Detroit et Sacramento, avaient terminé à la 2e place.
Le Shock de Détroit établit un record d'affluence des Finales WNBA avec 22 076 spectateurs lors de la 3e manche des Finales WNBA 2003 et de la 5e manche des Finales WNBA 2007.
En 2007, le Mercury de Phoenix devient la première équipe à remporter le titre en allant s'imposer sur le parquet de son adversaire.
En 2008, les Silver Stars de San Antonio, en s'inclinant face au Shock de Détroit, deviennent la première équipe à être battue sans remporter un seul match depuis l'instauration du format au meilleur des cinq matchs.
Les Finales 2011 sont les premières à opposer deux femmes coachs, Cheryl Reeve et Marynell Meadors. Ce fait s'est prolongé les 4 saisons suivantes.
Après l'accession du Sky aux finales 2014 (bien que seulement quatrième de la saison régulière de sa conférence), les Mystics, fondées en 1998, sont la seule franchise n'ayant jamais accédé aux Finales.
Lors de la première manche des Finales 2016, Maya Moore surpasse Diana Taurasi comme meilleure scoreuse de l'histoire des Finales WNBA.
La meilleure marque lors d'une manche des Finales WNBA est détenue par Angel McCoughtry avec 38 points le 5 octobre 2011 face au Lynx du Minnesota.

## Cinquième manche décisive
Les Finales WNBA nécessitent trois victoires depuis la saison WNBA 2005.
La série se dispute avec un cinquième match en 2006, 2007, 2009, 2015, 2016 et 2017, les trois dernières comprenant chacune le Lynx.

## Participation aux Finales WNBA
Les statistiques font référence aux victoires et défaites en finales.

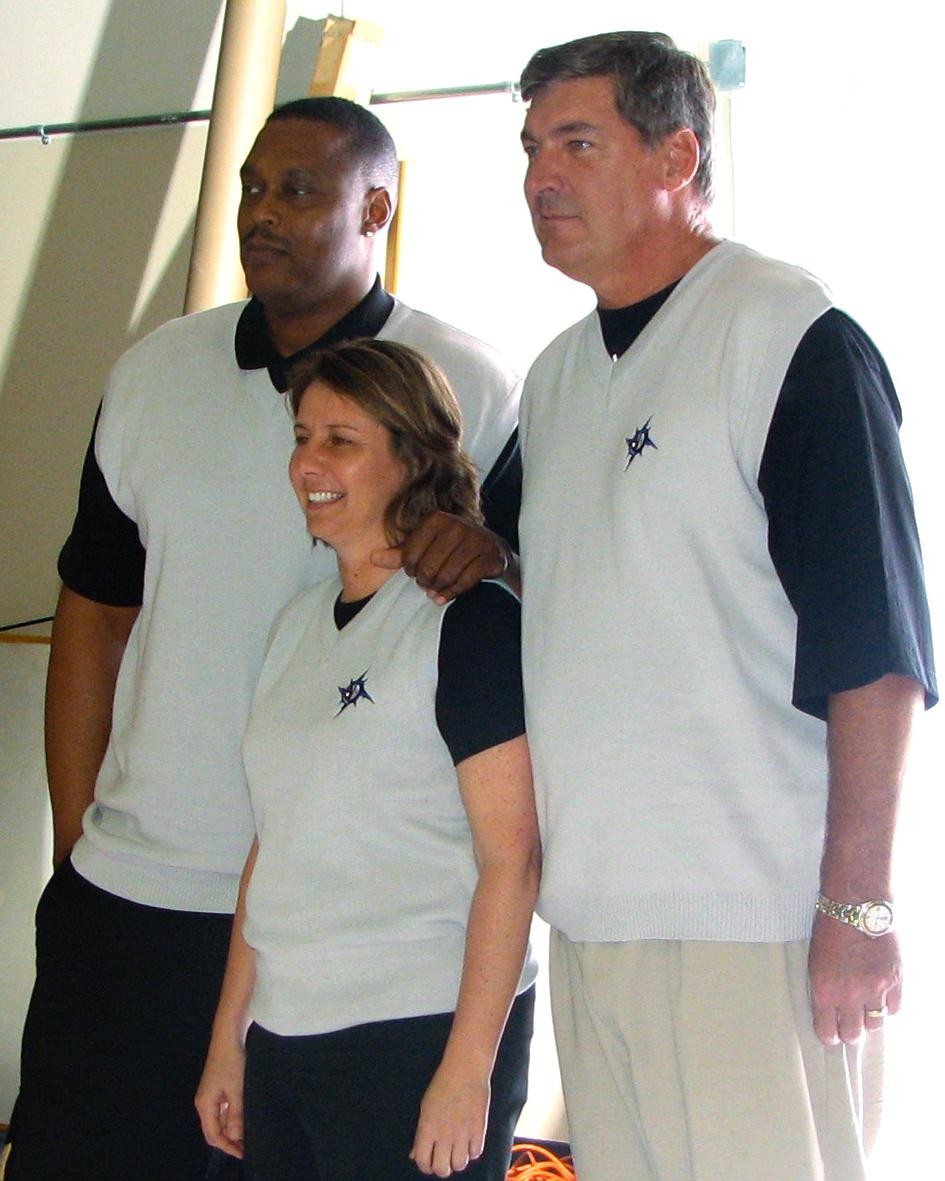
Le staff du Shock de Détroit en 2007 (Rick Mahorn, Nancy Lieberman, Bill Laimbeer).

- 1 Franchise disparue après la saison 2006
- 2 Franchise disparue après la saison 2008
- 3 Franchise relocalisée à Tulsa après la saison 2009 et à Dallas après la saison 2015
- 4 Franchise disparue après la saison 2009
- 5 Franchise relocalisée à Las Vegas après la saison 2017

## Records

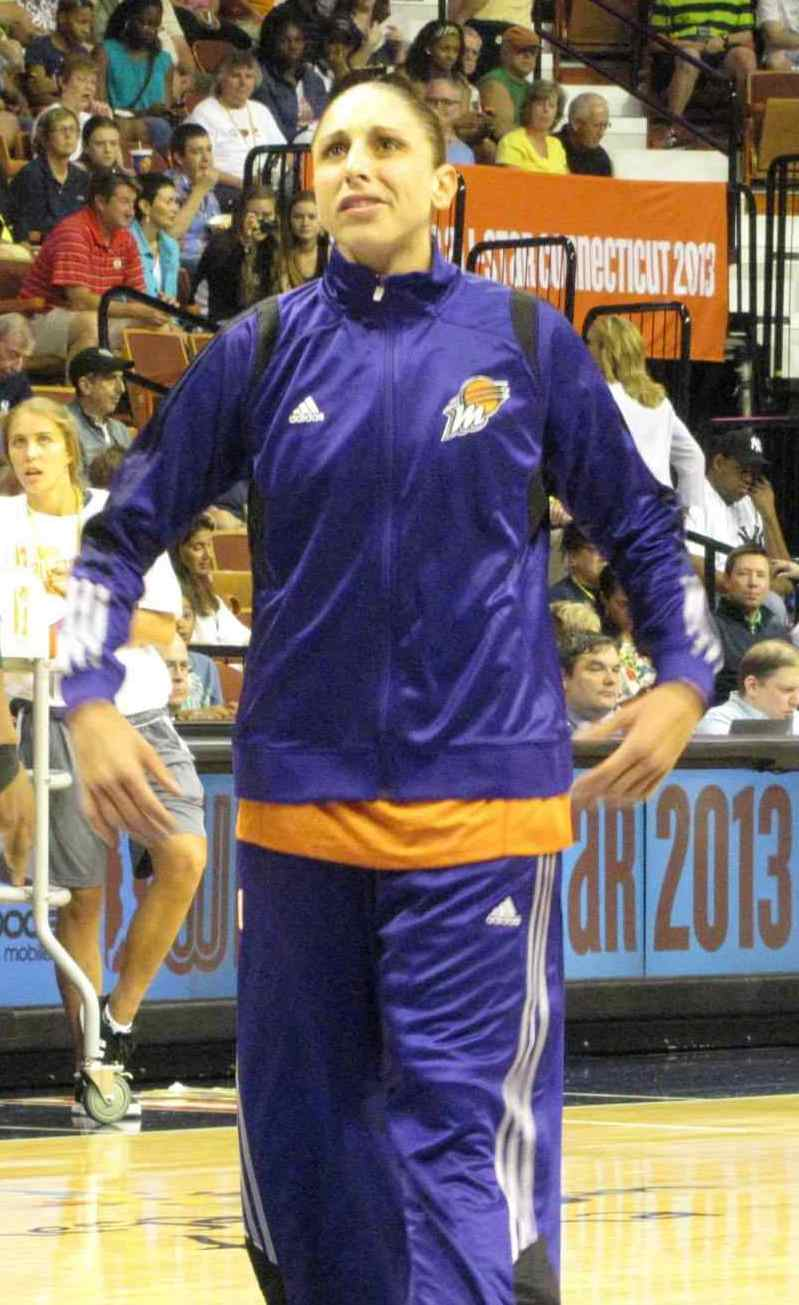
Diana Taurasi égale en 2014 le record de 11 passes décisives de Nikki Teasley sur une rencontres des finales.